# Juana Bautista de la Candelaria Rodriguez
Juana Bautista de la Candelaria Rodriguez (en espagnol : Rodríguez) (2 février 1885 ? ou 1915 ? – 24 décembre 2012), dite « Candulia », était une Cubaine d'un âge avancé qui prétendait être la personne la plus âgée du monde, mais dont la longévité n'a pas pu être attestée par le Livre Guinness des Records ni par le Centre de recherche de gérontologie.

## Biographie
Juana Bautista prétendait être née à Campechuela, dans la province de Granma, à Cuba, le 2 février 1885. Elle était la deuxième des 13 enfants de Cecilia Rodriguez, qui a vécu jusqu'à 100 ans. Son père a vécu jusqu'à 96 ans. Cependant, l'un des documents présentés, censé indiquer « 1885 », portait la mention « 1915 », puis était recouvert de « 1885 », ce qui laisse planer un doute quant à la date de rédaction du document et à son année de naissance réelle.
Elle épousa Santo Cabrera et eut trois enfants (le plus jeune avait 83 ans au moment de son décès), six petits-enfants, 15 arrière-petits-enfants et sept arrière-arrière-petits-enfants.
Elle attribue sa longévité à l'air pur de la campagne, à une alimentation riche en viande et à un « cœur toujours rempli d'amour ».
Juana Bautista est décédée à la ferme Santa Rosa, au sein du quartier de Ceiba Hueca, à Campechuela, dans la province de Granma, à Cuba, le 24 décembre 2012, à l'âge déclaré de 127 ans et 326 jours.